# Rejon magierowski
Rejon magierowski (ukr. Магерівський район) – dawna jednostka podziału administracyjnego Ukraińskiej Socjalistycznej Republiki Radzieckiej w Związku Socjalistycznych Republik Radzieckich w latach 1940–1941 i 1944–1959. Należał do obwodu lwowskiego. Siedziba władz rejonu znajdowała się w Magierowie.
Rejon magierowski został utworzony 17 stycznia 1940 na podstawie dekretu Prezydium Rady Najwyższej USRR o podziale na rejony zachodnich obwodów USRR, kiedy to w obwodzie lwowskim utworzono 37 rejonów, między innymi magierowski. Rejon objął obszary dotychczasowych gmin Kamionka Wołoska i Magierów. Obszary te należały przed wojną do powiatu rawskiego w województwie lwowskim.
Rejon magierowski przestał istnieć wraz z wybuchem wojny niemiecko-radzieckiej 22 czerwca 1941. Jego tereny weszły w skład Landkreis Rawa Ruska dystryktu galicyjskiego Generalnego Gubernatorstwa.
Rejon został odtworzony 23 lipca 1944, po zajęciu tych terenów przez Armię Czerwoną.
21 maja 1959 rejon magierowski zniesiono, włączając go do rejonu rawskiego.